# Elfenbeinschnitzerei Britisches Museum ME 127412

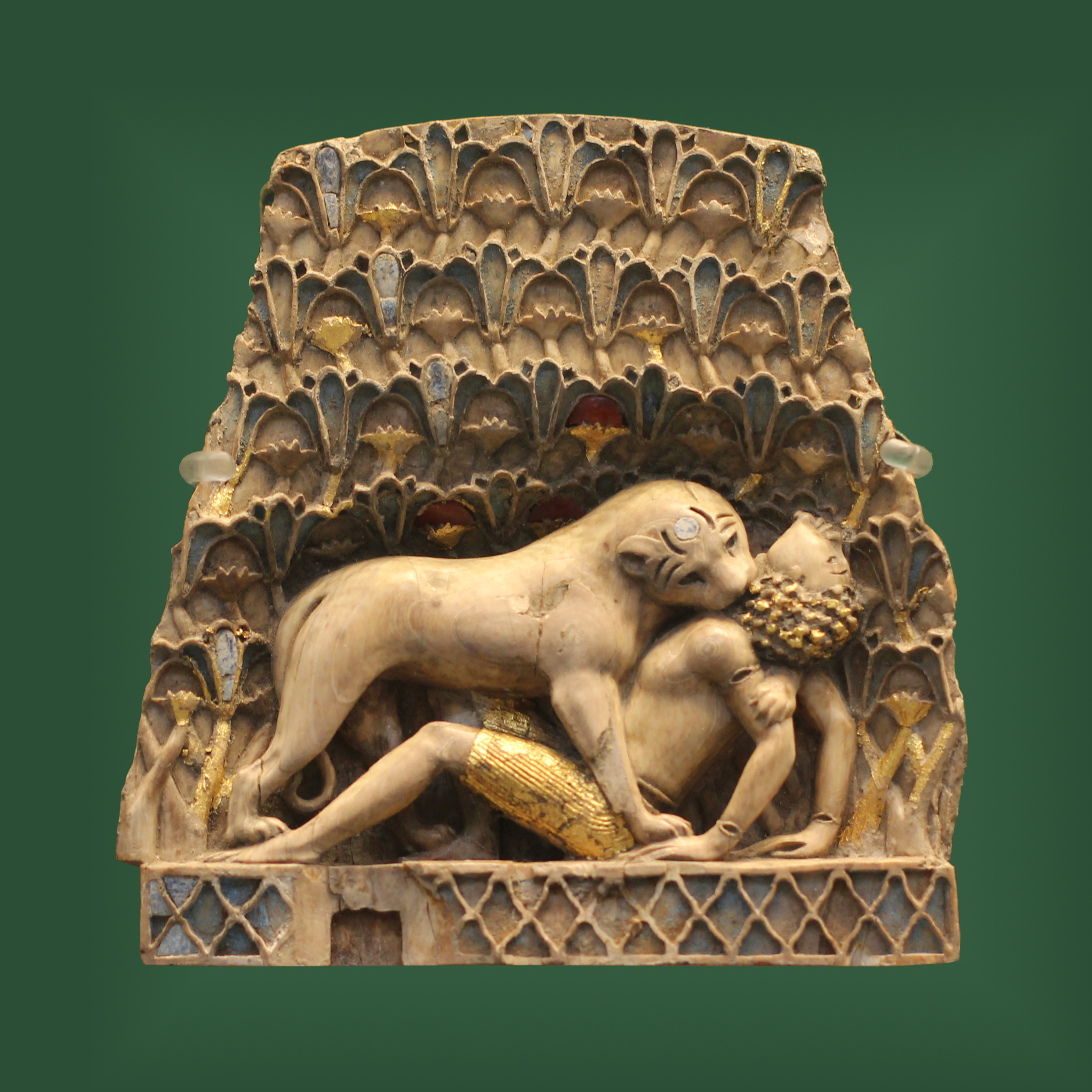
Britisches Museum ME 127412

Die Elfenbeinschnitzerei Britisches Museum ME 127412 wurde in Nimrud im Nordwest-Palast zusammen mit einem fast identischen Stück gefunden und wird ins 9. oder 8. Jahrhundert v. Chr. datiert. Die Arbeit gehört zu den Meisterwerken antiker Elfenbeinschnitzerei. Das etwa 10,4 cm hohe und 10,2 cm breite Stück besteht aus Elfenbein mit Auflagen in Gold und Einlagen in Karneol und Lapislazuli.
Die beiden Schnitzereien wurden 1952 bei Ausgrabungen unter der Leitung von Max Mallowan in einem Brunnen gefunden, was sicherlich ihre gute Erhaltung erklärt. Hierhin gerieten sie wahrscheinlich im Jahr 612 v. Chr., als die Stadt von den Babyloniern und Medern geplündert wurde. Die beiden Arbeiten schmückten wahrscheinlich ursprünglich ein Möbelstück. Die Schnitzerei im Britischen Museum hat mehrere Löcher, mit derer Hilfe sie befestigt werden konnte. Ferner befinden sich auf der Rückseite zweimal die Buchstaben Aleph (in westsemitischer Schrift), möglicherweise Hilfen zur Befestigung der Schnitzerei.
Die Reliefszene auf der Vorderseite zeigt eine Löwin, die einen Nubier angreift und kurz davor ist, ihn zu töten. Die Löwin trägt auf der Stirn einen Kreis aus Lapislazuli. Der Nubier trägt Armreife, das Haar und der ägyptisierende Schurz sind vergoldet. Der Hintergrund besteht aus einem dichten Geflecht aus Lotus- und Papyruspflanzen. Die Blüten sind mit Karneol und Lapislazuli eingelegt. Auch hier finden sich Vergoldungen.
Die Arbeit in levantinischer Schnitztradition stammt wahrscheinlich aus einer phönizischen Werkstatt, die vergleichbare Arbeiten in viele Teile des Mittelmeerraums exportierte.
Das Gegenstück befand sich im Irakischen Nationalmuseum von Bagdad. Es wird seit 2003, nachdem das Museum geplündert wurde, vermisst.